# Höje å
L'Höje å est une rivière située en Scanie, dans le sud de la Suède. 

## Géographie
La rivière nait dans le lac d'Häckeberga à 49 m d'altitude, alimenté par les rivières Björkesåkraån et Olstorpsån. Elle parcourt ensuite la commune de Lund, passant au nord de Genarp, puis près de Kyrkheddinge, avant de longer la ville de Lund par le sud. Elle poursuit dans la commune de Lomma au niveau de laquelle elle se jette dans l'Øresund. Elle mesure environ 35 km de long, et 45 km si on remonte jusqu'à la source. 
La rivière est relativement petite, et ne dépasse pas quelques mètres de large. Cependant, elle semble avoir été utilisée pour la navigation à l'époque Viking.